# Papuani

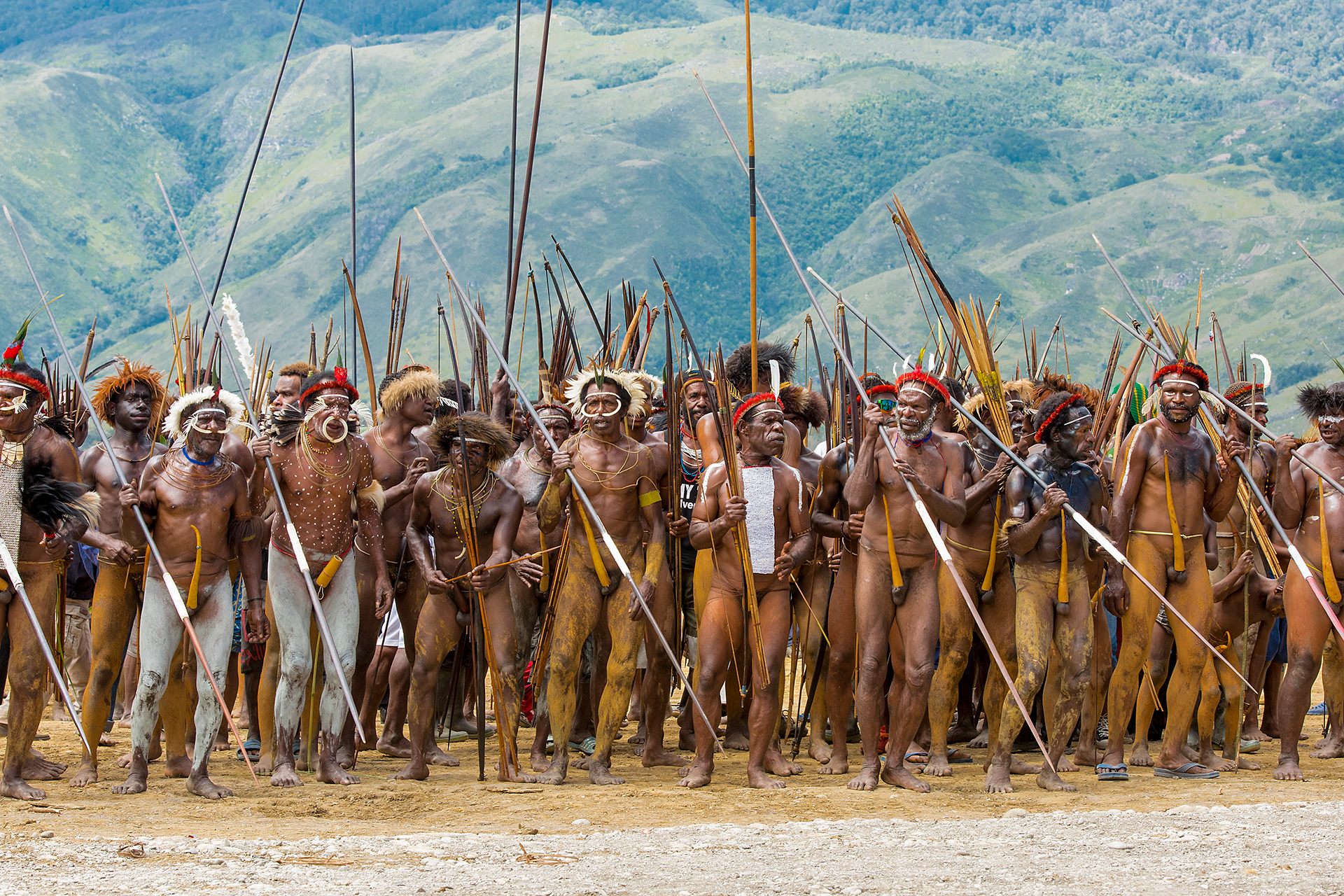
Papuani appartenenti al gruppo etnico Dani dell'ovest dell'isola della Nuova Guinea, Indonesia.

Papuani è un termine che descrive le varie popolazioni indigene della Nuova Guinea e delle isole vicine, in particolare i parlanti delle lingue papuane. Spesso vengono distinti linguisticamente dagli austronesiani, i parlanti di una famiglia di lingue introdotte in Nuova Guinea circa tremila anni fa, ma non sempre si tratta di una distinzione etnica; gli austronesiani sono spesso considerati parte della cultura papuana.
In casi straordinari, i gruppi papuani potevano essere decine di migliaia, per cui la Nuova Guinea era divisa politicamente in migliaia di gruppi autonomi, spesso in guerra tra loro. Avevano culture piuttosto elaborate e l'agricoltura è iniziata molto presto. Oggi molti gruppi papuani sono ancora essenzialmente agricoltori e cacciatori, organizzati in villaggi lontani dalle concentrazioni urbane. Uno dei problemi recenti che stanno affrontando è la deforestazione, che sta danneggiando seriamente il loro stile di vita tradizionale.

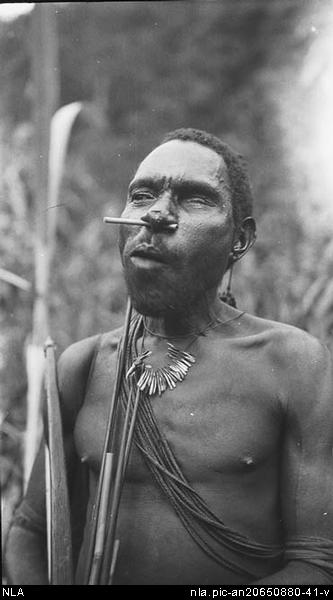
Uomo papuano appartenente alla tribù dei Kukukuku nel 1931.

Secondo uno studio, i Papua, insieme ai Melanesiani, sono gli unici esseri umani moderni conosciuti i cui antenati preistorici si sono incrociati con gli ominidi Denisovan, con i quali condividono il 4-6% del loro genoma.

## Gruppi etnici Papuani
- Angu
- Amung
- Asmat
- Baining
- Baruya
- Bauzi
- Bilibil
- Chambri
- Dani
- Ekari
- Etoro
- Fayu
- Fore
- Gadsup
- Gogodala
- Haroli
- Huli
- Kombai
- Korowai
- Kwoma
- Korowai
- Koteka
- Lani
- Lak
- Maisin
- Marind-Anim
- Mek
- Mian
- Moni
- Motuan
- Mundugumor
- Ogea
- Orokaiva
- Sambia
- Sawi
- Swagap
- Tairora
- Telefol
- Tolai
- Tsembaga Maring
- Urapmin
- Wiru
- Wopkaimin
- Yali
- Zia

## Lingue papuane
Il gran numero di gruppi etnici distinguibili in Nuova Guinea e negli arcipelaghi vicini si riflette anche nell'altissima diversità linguistica di questa regione geografica. Dall'inizio del XX secolo, antropologi e linguisti hanno lavorato intensamente per documentare le lingue papuane, classificarle e ricostruirne la storia passata. Il lavoro congiunto di antropologi e linguisti ha chiarito molti aspetti specifici dell'etnogenesi dei popoli della Nuova Guinea e degli arcipelaghi circostanti.

## Origine e genetica
In uno studio del 2005 sulle varianti del gene ASPM, Mekel-Bobrov et al. hanno riscontrato che il popolo papuano ha una percentuale tra le più alte dell'aplogruppo D ASPM di recente evoluzione, con il 59,4% di presenza dell'allele di circa 6.000 anni fa. Sebbene non sia ancora noto con esattezza quale sia il vantaggio selettivo fornito da questa variante genetica, si ritiene che l'allele dell'aplogruppo D sia selezionato positivamente nelle popolazioni e che conferisca un qualche vantaggio sostanziale che ne ha fatto aumentare rapidamente la frequenza.
I principali aplogruppi Y-DNA della popolazione papuana sono l'aplogruppo MS, l'aplogruppo P e l'aplogruppo C1b2a; una minoranza significativa appartiene anche all'aplogruppo O-M175.
Sulla base dei suoi studi genetici sull'Homo di Denisova, un'antica specie umana scoperta nel 2010, Svante Pääbo sostiene che gli antichi antenati umani dei Papua si sono incrociati in Asia con questi esseri umani. Egli ha scoperto che gli abitanti della Nuova Guinea condividono il 4%-7% del loro genoma con i Denisovani, indicando questo scambio.
I dati filogenetici suggeriscono che una prima stirpe eurasiatica orientale si sia triforcata da qualche parte nel sud-est asiatico e abbia dato origine agli australo-papuani, agli AASI e agli asiatici dell'est/sud-est, sebbene gli australo-papuani possano aver ricevuto anche un certo flusso genico da un gruppo precedente (xOoA), circa il 2%, oltre a un'ulteriore commistione arcaica nella regione del Sahul.
Secondo uno studio, gli australo-papuani (come gli indigeni della Nuova Guinea e gli aborigeni australiani) potrebbero essersi formati da una mescolanza tra un lignaggio dell'Asia orientale e un lignaggio basale degli asiatici centro-meridionali e orientali, oppure come un lignaggio gemello degli asiatici orientali con o senza un contributo basale minore di OoA o xOoA.
Uno studio del 2016 dell'Università di Cambridge di Christopher Klein et al. suggerisce che fu circa 50.000 anni fa che questi popoli raggiunsero il Sahul (il supercontinente costituito dall'attuale Australia e dalle sue isole e dalla Nuova Guinea). Il livello del mare si è alzato e ha isolato la Nuova Guinea circa 10.000 anni fa, ma gli aborigeni australiani e i papuani si sono differenziati geneticamente prima, circa 37.000 anni fa.